# Volkswagen Golf III
Pour l’article homonyme, voir Volkswagen Golf.
La Volkswagen Golf III est une berline compacte du constructeur automobile allemand Volkswagen, descendante de la Golf II et troisième génération de Volkswagen Golf, est apparue à la fin de 1991. Elle a remporté le trophée européen de la voiture de l'année en 1992. La Golf III est remplacée par la Golf IV en 1997.

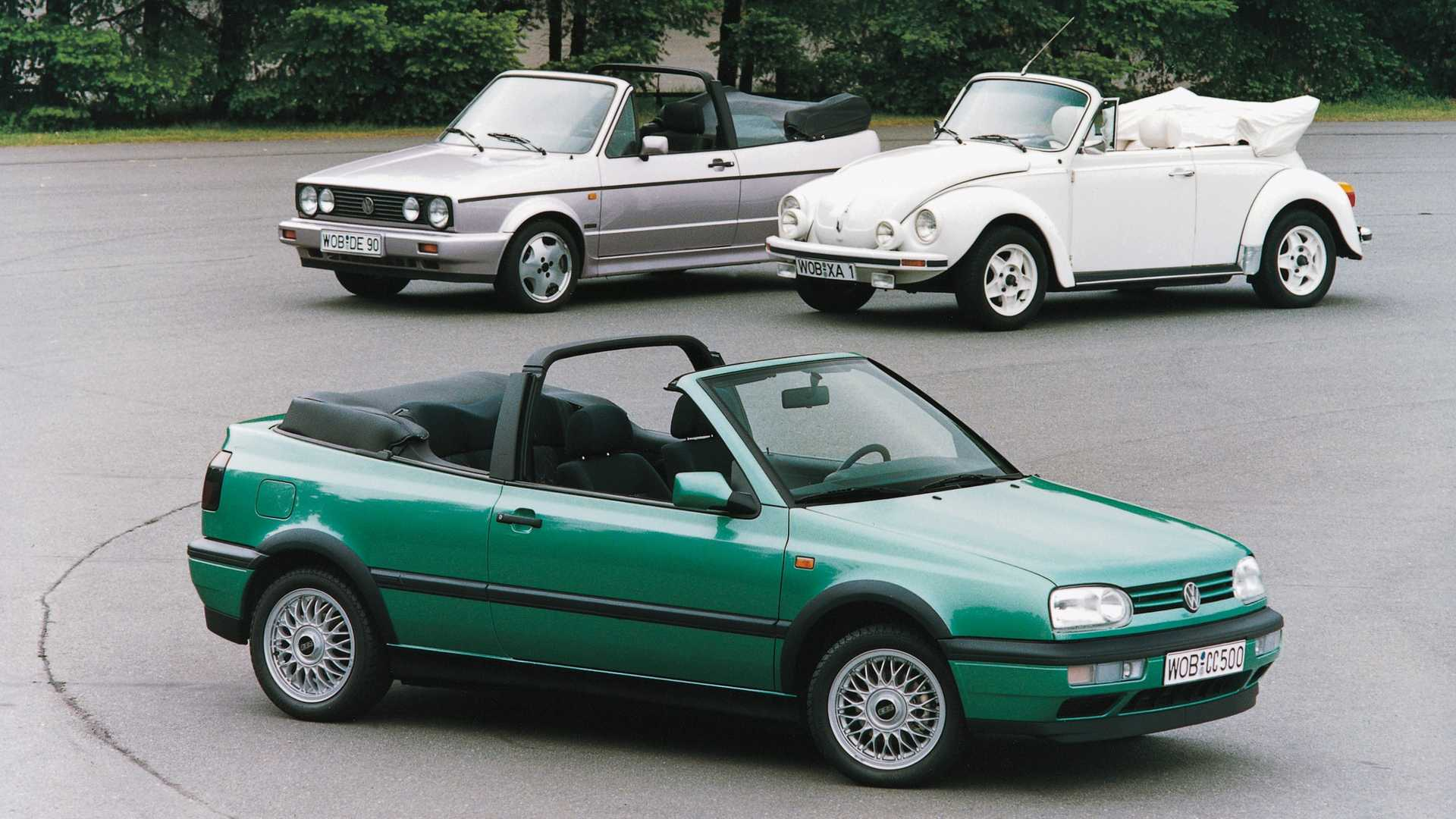

## Historique et gamme

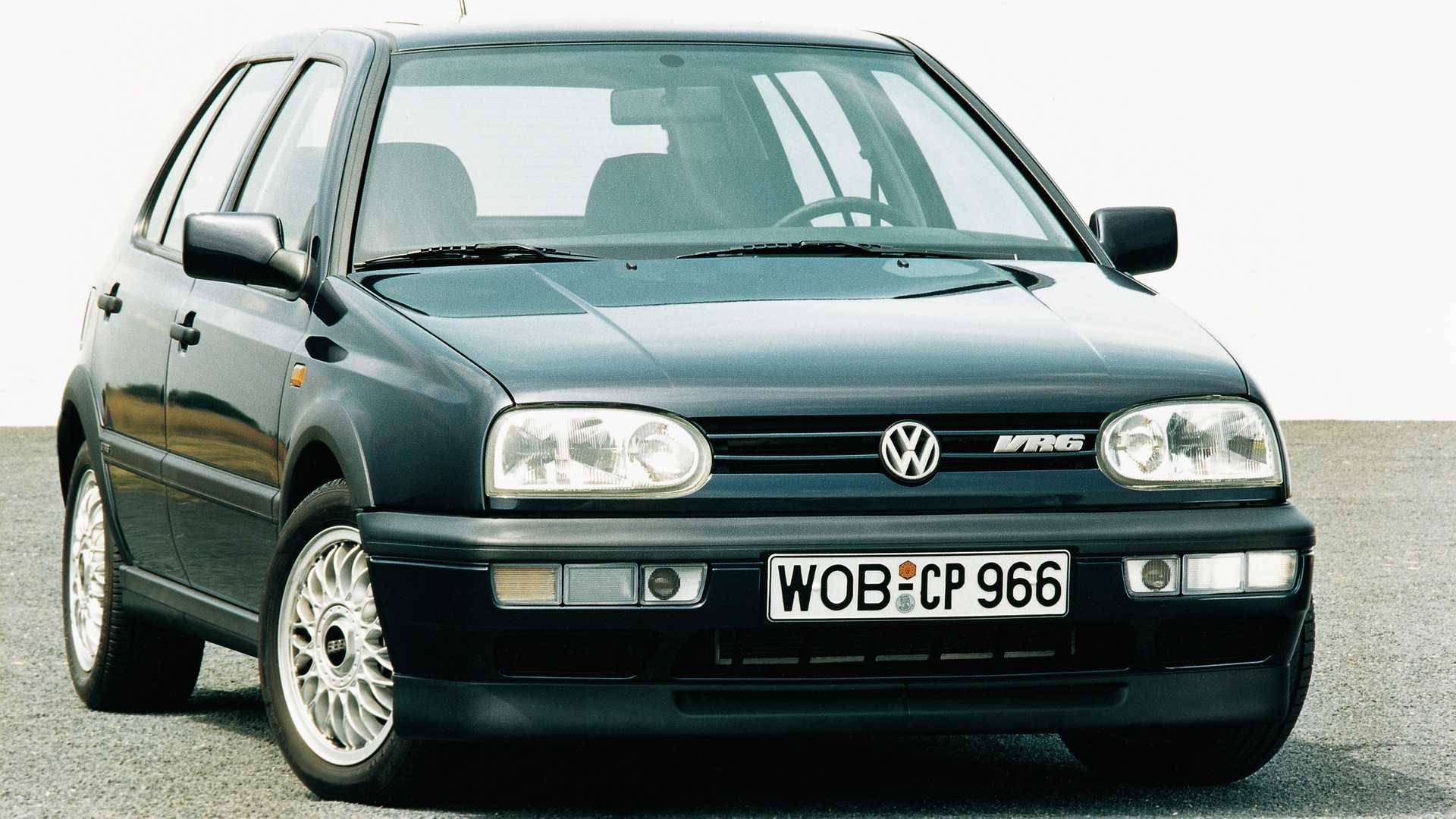

À l'égal de ses descendantes, la Volkswagen Golf a une réputation de fiabilité et de longévité. Volkswagen Groupe avait prévu humblement que ces véhicules ne dépasseraient pas les 300 000 km. Or, certaines occasions atteignent jusqu'à 600 000 km. Le moteur 4 cylindres en ligne jouit d'une fiabilité à toute épreuve. Seul le joint SPI de l'injecteur monopoint essence apporte un défaut de longévité au bout de 15 ans.
Comme pour l'ancienne version, Volkswagen présente en MK3 la GTI 8S, avec un moteur 2.0 8 soupapes de 115 chevaux. La GTI 16S fit son apparition avec un moteur 2.0 DOHC 16 soupapes et 150 chevaux DIN. Une série limitée, nommée Edition, était disponible aussi, avec une sellerie spécifique Recaro, et a existé en GTI 8S, GTI 16S et VR6 selon les pays, ainsi qu'une série Color Concept, série basée sur 5 couleurs (noir, bleu vert, rouge, jaune) avec sellerie cuir Recaro partiellement assortie. Une série spéciale pour les 20 ans de la Golf GTI est sortie en 1996 : c'est la 20th Anniversary, reconnaissable à ses BBS RS 772 en 16x7 pouces de série, commercialisée dans de nombreux pays européens, avec de subtiles variantes, d'un pays à l'autre. Elle existe en GTI 8v et GTI 16v, ainsi qu'un moteur AFN nommé GTI-TDI 1.9 de 110 chevaux (non sortie en France).
Pour la première fois, la Golf reçoit un moteur VR6 2.8 de 174 chevaux dont une série limitée Highline, sur des tons de pourpre/violet entre la carrosserie et la sellerie cuir, puis 190 chevaux pour le 2.9, en transmission intégrale. Ce V6 n'en est en fait pas un, car il ne dispose que d'une seule culasse. C'est donc plutôt un « V6 en ligne » (il est ouvert à 15°).
Des diesel à injection directe (TDI) de 90 chevaux en 1994, puis un 1L9 TDI 110 chevaux en BVM5 sortie en 1996.
Cette Golf existe en berline 3 portes, 5 portes, break et cabriolet. Elle garda longtemps une cote élevée sur le marché de l'occasion.
Différentes finitions sont disponibles pour l'époque : 
- CL : Direction assistée, vitres électriques, verrouillage centralisé des portes, essuie-glaces lunette arrière.

- GL : Vitres électriques, direction assistée, rétroviseurs électriques.

- GT : Jantes 14 pouces, allure générale plus sportive.
- GTI : jantes 15 pouces, ordinateur de bord.

La Golf 3 apporte une amélioration significative de la sécurité: régulateur de vitesse, le premier catalyseur d'oxydation pour moteurs diesel (1991), le premier moteur diesel à injection directe (TDI, 1993 et SDI, 1995) et les premiers airbags latéraux (1996) ont également été lancés dans cette génération de Golf. 1996 sera également l'année durant laquelle, en septembre, l'ABS deviendra la norme pour tous les modèles de Golf.
C'est en 1993 que Volkswagen présentera la version décapotable de cette troisième génération de Golf, toujours avec l'arceau de sécurité caractéristique. La même année, VW a répondu à un souhait de longue date de ses clients : avec la première Golf break, les amateurs d'espace de rangement n'avaient plus besoin de se tourner vers l'Opel Astra ou la Ford Escort.

## Séries limitées
En juillet 1994, Volkswagen commercialise la série limitée Pink Floyd. Elle est remplacée l'année suivante, toujours en juillet, par la série spéciale Rolling Stones, dotée de pneus larges, de doubles phares, de boucliers peints ton caisse, et d'un équipement intérieur enrichi. En août 1996, cette version laisse place à la Bon Jovi. Paradoxalement, aucune de ces versions « musique » ne propose un autoradio de série,,,,.

## Motorisations
- Essence
  - 1.4 60 ch 107 N m 155 km/h (1991-1995) ABD
  - 1.4 60 ch 116 N m 154 km/h (1995-1997) AEX
  - 1.6 75 ch 135 N m 168 km/h (1995-1997) ABU
  - 1.6 75 ch 135 N m 190 km/h (1994/1997) AEE
  - 1.8 75 ch 140 N m 168 km/h (1991-1997) AAM
  - 1.8 90 ch 145 N m 178 km/h (1991-1997) ABS
  - 2.0 GTI 8V 115 ch 166 N m 196 km/h (1991-1997) 2E & ADY & AGG
  - 2.0 16V GTI 150 ch 180 N m 215 km/h (1992-1997) ABF
  - 2.0 16v ABF kit VW Motorsport G60 208 ch 287 N m --- 7,3 s au 0  à   100 km/h et 240 km/h --- 7 100 euros
  - VR6 2.8 174 ch 240 N m 224 km/h (1991-1997) AAA
  - VR6 2.9 Syncro 190 ch 245 N m 224 km/h (1994-1997) ABV
- Diesel
  - 1.9 D 64 ch 124 N m 156 km/h (1991-1997)
  - 1.9 SDI 64 ch 125 N m 156 km/h (1995-1997)
  - 1.9 TD 75 ch 150 N m 165 km/h (1991-1997)
  - 1.9 TDI 90 ch 202 N m 178 km/h (1993-1997)
  - 1.9 TDI 110 ch 235 N m 193 km/h (1996-1997)

## Dimensions et poids
- Pour la version berline:
  - Longueur : 4,02 m
  - Largeur : 1,70 m
  - Volume du coffre : 330 l
  - Poids : 980  à   1 060 kg
  - PTAC : 1 500  à   1 580 kg

## Performances
- Moteur Essence

|                       | Vitesse Maxi Berline | Vitesse Maxi Break | Accélération 0 à 100 km/h Berline | Accélération 0 à 100 km/h Break |
| --------------------- | -------------------- | ------------------ | --------------------------------- | ------------------------------- |
| 1.4 60 ch             | 157 km/h             | 154 km/h           | 16,7 s                            | 17,7 s                          |
| 1.6 75 ch             | 168 km/h             | 164 km/h           | 14,0 s                            | -                               |
| 1.8 75 ch             | 168 km/h             | 165 km/h           | 14,2 s                            | 14,9 s                          |
| 1.8 90 ch             | 196 km/h             | 181 km/h           | 10,4 s                            | 12,5 s                          |
| 1.8 syncro 90 ch      | 175 km/h             | -                  | 13,3 s                            | -                               |
| 2.0 GTI 115 ch        | 198 km/h             | 195 km/h           | 9,5 s                             | 11,3 s                          |
| 2.0 GTI 150 ch        | 215 km/h             | -                  | 8,4 s                             | -                               |
| 2.8 VR6 174 ch        | 225 km/h             | -                  | 7,8 s                             | -                               |
| 2.9 VR6 syncro 190 ch | 225 km/h             | -                  | 7,5 s                             | -                               |

- Moteur Diesel

|                | Vitesse Maxi Berline | Vitesse Maxi Break | Accélération 0 à 100 km/h Berline | Accélération 0 à 100 km/h Break |
| -------------- | -------------------- | ------------------ | --------------------------------- | ------------------------------- |
| 1.9 D 64 ch    | 156 km/h             | 154 km/h           | 17,6 s                            | 18,6 s                          |
| 1.9 TD 75 ch   | 165 km/h             | 163 km/h           | 15,1 s                            | 15,9 s                          |
| 1.9 TDI 90 ch  | 187 km/h             | 176 km/h           | 12,8 s                            | 13,4 s                          |
| 1.9 TDI 110 ch | 193 km/h             | 191 km/h           | 10,4 s                            | 11,5 s                          |

## Consommation
Pour 100 km parcourus
- Moteur à essence :

|                       | Berline sur Route | Berline Cycle Autoroute | Berline Cycle Urbain | Break sur Route | Break Cycle Autoroute | Break Cycle Urbain |
| --------------------- | ----------------- | ----------------------- | -------------------- | --------------- | --------------------- | ------------------ |
| 1.4 60 ch             | 5,4 l             | 7,4 l                   | 8,2 l                | 5,3 l           | 7,1 l                 | 8,2 l              |
| 1.6 75 ch             | 5,3 l             | 7,2 l                   | 8,9 l                | -               | -                     | -                  |
| 1.8 75 ch             | 5,4 l             | 7,2 l                   | 9,3 l                | 5,6 l           | 7,3 l                 | 9,5 l              |
| 1.8 90 ch             | 5,6 l             | 7,5 l                   | 9,7 l                | 5,8 l           | 7,6 l                 | 9,9 l              |
| 1.8 syncro 90 ch      | 6,3 l             | 8,2 l                   | 11,1 l               | -               | -                     | -                  |
| 2.0 GTI 115 ch        | 5,8 l             | 7,4 l                   | 10,3 l               | 5,9 l           | 7,6 l                 | 10,5 l             |
| 2.0 GTI 150 ch        | 6,3 l             | 7,9 l                   | 10,8 l               | -               | -                     | -                  |
| 2.8 VR6 174 ch        | 7,3 l             | 8,9 l                   | 12,5 l               | -               | -                     | -                  |
| 2.9 VR6 syncro 190 ch | 7,8 l             | 9,6 l                   | 14,4 l               | -               | -                     | -                  |

- Moteur Diesel :

|                | Berline sur Route | Berline Cycle Autoroute | Berline Cycle Urbain | Break sur Route | Break Cycle Autoroute | Break Cycle Urbain |
| -------------- | ----------------- | ----------------------- | -------------------- | --------------- | --------------------- | ------------------ |
| 1.9 D 64 ch    | 4,3 l             | 6,1 l                   | 6,5 l                | 4,6 l           | 6,4 l                 | 6,8 l              |
| 1.9 TD 75 ch   | 4,7 l             | 6,5 l                   | 7,4 l                | 4,9 l           | 6,7 l                 | 7,5 l              |
| 1.9 TDI 90 ch  | 3,8 l             | 5,4 l                   | 5,6 l                | 4,1 l           | 5,7 l                 | 6,0 l              |
| 1.9 TDI 110 ch | 4 l               | 4,8 l                   | 5,3 l                | 4,3 l           | 5,5 l                 | 6,2 l              |

## La Golf VR6[7]
Le moteur VR6 a d'abord été lancé en 1991 en Europe par Volkswagen sous le capot des Passat et Corrado, puis l'année suivante aux États-Unis.
La Golf VR6 est ensuite devenue la première compacte au monde, motorisée par un 6 cylindres. Ce bloc est en effet très compact, avec une ouverture étroite de 15°, le rendant ainsi moins long qu'un 4 cylindres, avec ses cylindres en quinconce, et offrant la particularité de n'avoir qu'une seule culasse.
Les performances de ce VR6 2,8 L sont de premier ordre, avec une vitesse de pointe de 225 km/h, le 1 000 m départ arrêté abattu en 28,1 s, et le 0  à   100 km/h en 7,6 s.
La Golf VR6 Synchro, lancée en 1993, dispose, elle, de 4 roues motrices et d'un VR6 porté à une cylindrée de 2 861 cm3 (2,9 L), comme sur le Corrado, qui développe ainsi 190 chevaux DIN.
La présentation de la Golf VR6 reste discrète, avec peu de modifications par rapport à la version GTI. Les logos VR6 sont inscrits sur les baguettes latérales et la calandre. Le kit carrosserie reste très sobre, avec des bas de caisse rapportés. Les jantes sont soit à 5 branches (Monte-Carlo), soit les optionnelles BBS RJ à "nids d'abeilles", puis d'autres variantes apparaîtront, comme les BBS RD "Solitude" (en hommage au virage d'un circuit Allemand).
Disponible en 3 et 5 portes, la Golf VR6 a été une cible privilégiée des voleurs dans les années 1990, mais aussi des tuners tels que ABT (ABT Cup 2.8 & 3.0, Rothe Motorsport, et bien d'autres).